# Bełtno
Bełtno (niem. Boltenhagen) – wieś w Polsce położona w województwie zachodniopomorskim, w powiecie świdwińskim, w gminie Świdwin.
Według danych z 1 stycznia 2011 roku wieś liczyła 144 mieszkańców. 
Wieś położona ok. 7 km na zachód od Świdwina. Osada wzmiankowana w 1811 r. gdy uwłaszczono tu pięciu gospodarzy. Pod koniec XIX w. istniały tu cegielnia, krochmalnia i majątek ziemski (512 ha). We wsi zachował się park o powierzchni 3,5 ha.
- Historia Bełtna na stronie gminy Świdwin